# Vernon (Columbia Británica)

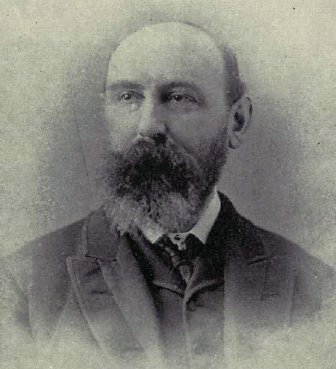
Forbes George Vernon (fundador de Vernon)

Vernon es una ciudad en la región centro sur de la Columbia Británica, Canadá. Su nombre se debe a Forbes George Vernon, un ex diputado de la Columbia Británica que ayudó a fundar el famoso rancho de Daimiel.
La ciudad de Vernon fue fundada el 30 de diciembre de 1892, Vernon tenía una población de 35.944 habitantes al año 2006, mientras que su región metropolitana, Gran Vernon, tenía una población de 55.418 al año 2006. Vernon es la ciudad más grande en el Distrito Regional de North Okanagan.
La ciudad cuenta con un aeropuerto regional, su longitud es de 3.518 metros, ofrece todos los servicios aéreos, fue creado para facilitar el desarrollo económico de esta localidad.

## Ciudades hermanas
Las siguientes son ciudades hermanas de Vernon.
- Austria, Frankenburg am Hausruck
- Estados Unidos, Modesto, California
- Canadá, Saint Lambert (Quebec)
- Italia, Tavullia
- Japón, Tome

## Personajes famosos
- Daniel Powter